# Autrey-lès-Gray
Autrey-lès-Gray é uma comuna francesa na região administrativa de Borgonha-Franco-Condado, no departamento de Alto Sona. Estende-se por uma área de 32,4 km². Em 2010 a comuna tinha 384 habitantes (densidade: 11,9 hab./km²).